# Première bataille de Kałuszyn
Insurrection polonaise de 1830-1831
Batailles
- Stoczek
- Dobra
- Kałuszyn
- Wawer
- Nowa Wieś
- Białołęka
- Grochow
- Kurow
- Wawer
- Debe Wielkie
- Domanice
- Iganie
- Kazimierz Dolny
- Ostrołęka
- Wola

La bataille de Kałuszyn du 17 février 1831 a eu lieu près de la ville de Kaluszyn, située à 40 km à l'est de Varsovie, au cours de l'insurrection polonaise de 1830-1831. 
Elle oppose les troupes du royaume de Pologne insurgé, commandées par le général Żymirski (pl) et l'avant garde de l'armée impériale russe commandée par le général Karl Wilhelm von Toll. Elle a lieu le même jour qu'un autre engagement à Dobre, un peu au nord.

## Contextes

### Contexte politique
L'insurrection du royaume de Pologne contre le tsar de Russie et roi de Pologne Nicolas I commence le 29 novembre 1830. Un gouvernement provisoire est installé le 3 décembre à Varsovie. Les négociations engagées avec le tsar échouent, Nicolas exigeant une reddition sans conditions. 
Le 25 janvier, la diète le destitue du trône de Pologne, proclamant ainsi l'indépendance du royaume, et elle instaure le Gouvernement national, présidé par le prince Adam Czartoryski. 
Le 4 février, l'armée russe lance l'offensive sous le commandement du général Diebitsch. Mais elle se heurte à la résistance de l'armée du royaume de Pologne, dont le commandant en chef est le prince Michel Radziwill.

### Contexte militaire
Les troupes russes avancent, difficilement en raison d'un dégel précoce, vers Varsovie, notamment par la route de Brest via Siedlce et par une route secondaire un peu au nord passant par Węgrów. Celle-ci est verrouillée à Dobre (à 25 km à l'est de Varsovie) par la division du général Skrzynecki.
La route de Brest est verrouillée à Kaluszyn par la division du général Zymirski, avec 8 bataillons, 12 escadrons et 28 canons. 
En arrière, l'état-major polonais prépare une bataille à Grochów, près de Varsovie, sur la rive droite de la Vistule.

## Les forces en présence
La première colonne russe (route de Brest) est formée par le corps du général Karl Wilhelm von Toll. À Kaluszyn, le général Zymirski est à la tête de la 2e division (7 bataillons, 8 escadrons de cavalerie et 14 canons). Sa position est protégée par un ruisseau en arrière duquel se trouvent des hauteurs boisées où est installée l'artillerie.
La seconde (route de Węgrów) est sous les ordres du général Rozen. À Dobre, le général Skrzynecki est à la tête de la 3e division polonaise avec 8 000 hommes (9 bataillons d'infanterie, 4 escadrons de cavalerie et 12 canons).

## Déroulement de la bataille
Le 17 février, la grande armée impériale russe forte de 100 000 hommes se déplace sur la route de Siedlce à Varsovie, où elle rencontre la 2e division postée en arrière de Kaluszyn avec un petit engagement polonais (on se bat encore un peu à Janow et à Brzozowka)[pas clair]. 
Le corps d'armée de Rosen avançant sur la route de Liw à Stanislawow rencontre près de Dobre la division du général Skrzynecki, qui tient une  position abritée par une rivière marécageuse. 
Une bataille s'engage et la faible division polonaise composée de huit bataillons bloque un corps russe de 30 000 hommes pendant quatre heures. Dès que les colonnes russes sortent de la forêt, elles sont mises en fuite.
Dans ce combat, le 4e de ligne faisait ses premières armes avec courage et bravoure, les tirailleurs polonais maniaient les baïonnettes avec habileté, ce qui contribuera beaucoup à la gloire polonaise, ainsi que le choix tactique du lieu, qui empêchait les Russes de déployer un grand front d'action. La perte sera de 1 000 hommes du côté russe. Cette bataille se termine lorsque la division de Skrzynecki se verra menacée par un  débordement de la 2e division russe plus nombreuse. La division de Jan Zygmunt Skrzynecki  se retire derrière Stanislawow, et la division de Zymirski à Stojadła.
À la suite du combat de Iendrzeiow, les grenadiers blessés furent transportés à Varsovie ; l'un d'eux, qui se trouvait dans l'une des salles de l'hôpital, se releva fièrement sur son lit et demanda : « Y a-t-il ici un soldat du fameux 4e de ligne ? dites-lui que les grenadiers savent aussi se battre ! »
.